# Гербіфаги (захист рослин)
Гербіфа́ги — від (лат. herba — трава, рослина + ;дав.-гр. φάγος — «пожирач») — тварини, що здатні знижувати чисельність бур'янів і тому можуть бути використані для біологічної боротьби з ними.
Здебільшого, практичне використання гербіфаги знаходять для придушення масового розмноження інтродукованих бур'янів. Потрапивши за межі свого природного ареалу, рослина опиняється поза стримуючою дією природних ворогів і тому чисельність її популяцій швидко зростає. Тож, інтродукція одного або декількох природних ворогів може допомогти вирішити проблему.

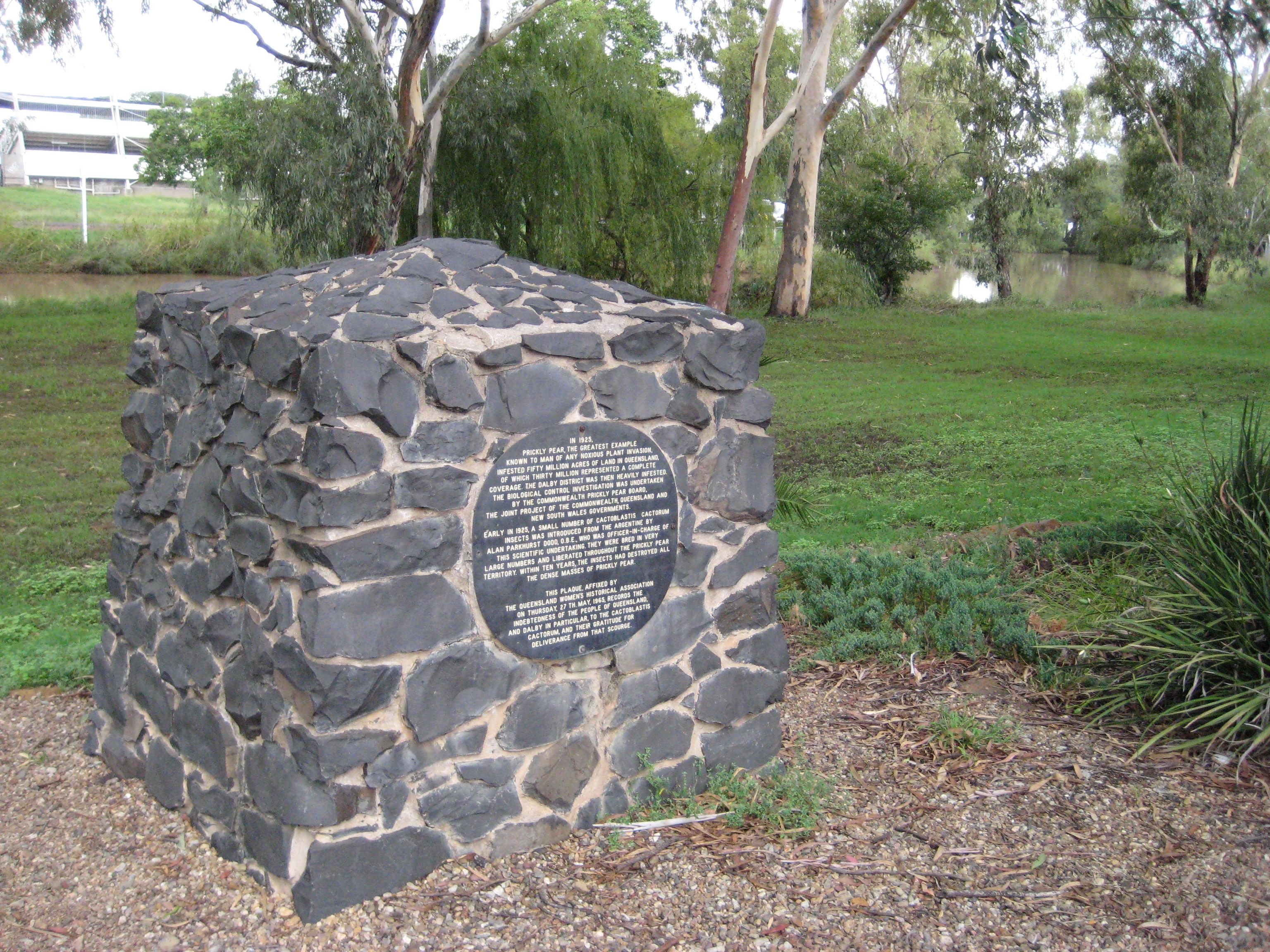
В 1938 році у місті Далбі (Dalby) штата Квінсленд австралійські фермери поставили оцей пам'ятник на згадку про гусениць, що врятували Австралию от пошесті опунції. Переклад тексту, що є на монументі, див. у детальному описі фото

Класичним прикладом гербіфагу, що знайшов ефективне використання, є кактусова вогнівка Cactoblastis cactorum — метелик, гусінь якого харчується кактусом опунцією. Завезення її до Австралії дозволило врятувати пасовища від заростання колючим кактусом опунцією. Аналогічним чином чисельність європейських пасовищних бур'янів з роду будяків (Carduus) вдалося різко знизити завдяки інтродукції жука-довгоносика Rhinocyllus conicus.
Звичайно, проект використання гербіфага включає стандартну технологію. На природній батьківщині бур'яна встановлюють коло тварин — його природних споживачів. Потім серед них визначають декілька перспективних для використання у якості гербіфагів і ретельно вивчають їх біологію. Використанню гербіфага поза межами його ареалу може заважати невідповідність клімату, невисока плодючість тварини, її широкий раціон, який включая рослини, що культивуються або є рідкісними на новому місці. З огляду на останнє, успішні програми інтродукції включали гербіфагів, вузько спеціалізованих у харчуванні. Коли рішення про інтродукцію прийнято, гербіфагів масово збирають у природі, розводять у лабораторіях і переселюють. Певний період після цього ведуть спостереження за ефективністю пригнічення бур'яну.
Інколи бажаного ефекту можна досягти використанням цілого комплексу гербіфагів та/або використанням їх разом з іншими методами захисту рослин.